# Myth (série de jeux vidéo)
Pour les articles homonymes, voir Myth.
Myth est une série de jeux vidéo de stratégie temps réel sans gestion de ressource.
- Myth : Les Seigneurs damnés (1997)
- Myth II : Le Fléau des âmes (1998)
- Myth III: The Wolf Age (2001)

Myth II est de loin le jeu le plus populaire de la série (bien que Myth: TFL ait eu de meilleures ventes pendant son lancement). La plupart des joueurs[réf. nécessaire] pensent que Myth III est un ton en dessous, en raison d'un lancement précipité. Les deux premiers jeux ont été développés et édités par Bungie Software, aujourd'hui une filiale de Microsoft sous le nom de Bungie Studios. Après la vente de Bungie à Microsoft en 2000, Bungie a perdu les droits sur la série au bénéfice de Take 2 Interactive. Take 2 Interactive a ensuite rapidement sorti Myth II: Worlds, une compilation de mods et maps faits par des fans ainsi que l'add-on Green Berets actionné par Myth II, une conversion totale faite par la communauté en ligne. Myth III a été développé par Mumbo Jumbo et édité par Take 2 Interactive.
Ces jeux ont représenté une autre voie que les standards tels Warcraft ou Age of Empires en raison de la prédominance de la stratégie militaire en lieu et place de la gestion de ressource et de la construction d'unités. Ils étaient également remarquables pour l'activité des fans qui ont contribué a leur développement en créant toutes sortes de mods, ainsi que pour le développement et la sortie simultanée sur Microsoft Windows et Mac OS X.